# Фокер D.XIII
Фокер D.XIII је холандски ловачки авион, у чијем је стварању поред Холандије учествовала и Немачка. Први лет авиона је извршен 1924. године. 

Авион Фокер D.XIII је био типичан представник сескиплан авиона, то су двокрилци код којих је горње крило знатно дуже и шире од доњег. Овај авион је još интересантан јер је везан за кршење Версајског уговора са Немачке стране.

## Пројектовање и развој
Авион Фокер D.XIII је пројектовао Reinhold Platz (Рајнхолд Плац) 1924. године, на основу спецификације намачке војске. Био је логични наставак развоја претходних авиона из Фокерове производње D.XI и D.XII. Као и његови претходници, био је то конвенционални сескиплан са крилима ојачаним V-упорницама. Пилот је седео у отвореном кокпиту, а стајни трап је био класичног типа. Крила су била дрвена, једноделна и обложена шперплочом, а труп је био од заварених челичних цеви обложен платном. Од претходна два модела, разликовао се значајно побољшаном аеродинамиком и појачаним мотором. Нови мотор је био Napier Lion (Напиер Лион) од 450 KS (330 kW).
Први пут је полетео 12. септембра 1924. а произведен је у Фокеровој фабрици у Амстердаму. Пројектован као ловац, био је опремљен са два синхронизована митраљеза 7,92 mm ЛМГ 08/15 Spandau.
Прототип опремљен мотором Напиер Лион од 570 KS за тестирање, Фоккер D.XIII је успео да достигне брзину од 270 km/h, што га чини, у то време, једним од најбржих ловаца на свету.

## Технички опис
Труп му је правоугаоног попречног пресека. Носећа конструкција трупа је била направљена од заварених танкозидих челичних цеви високе чврстоће. Рамови су иза пилотске кабине па до краја репа били укрућени жичаним шпанерима а од мотора па закључно са пилотском кабином ова укрућења су била изведена од челичних цеви. Предњи део, иза мотора је био обложен алуминијумским лимом а остали део трупа је био облепљен импрегнираним платном. Носач мотора је био од заварених челичних цеви. Пилот је седео у отвореном кокпиту. Прегледност из пилотске кабине је била добра јер је мотор добро уклопљен у контуру авиона.
Авион је био опремљен 12-то цилиндричним течношћу хлађеним линијским мотором W распореда цилиндара, Napier Lion XI снаге 450 KS(330 kW). На вратилу мотора је била причвршћена двокрака, вучна, од ламинираног дрвета направљена елиса, непроменљивог корака. Мотор је обложен лименом капотажом кроз који са леве стране пролази ред (четири) издувних цеви мотора а са десне стране излазе два реда (два пута по четири) издувних цеви. Хладњак за течност се налази иза мотора а расхладне ћелије му се виде са обе стране трупа авиона. Хладњак за уље се налази испод трупа авиона.
Авион "Фокер D.XIII" је био двокрилац али не класичан. Крила су му била трапезастог облика са полукружним крајевима, горње крило је имало већи размах од доњег и било је померено ка кљуну авиона. Горње крило је било изведено као код авиона висококрилца (парасол), издигнуто на балдахин и подупрто упорницама V облика чији су спојени крајеви подупирали рамењаче крила а раздвојени се ослањали на труп авиона. Конструкција крила је била од дрвета а облога је од шперплоче. Крило је направљено као једна целина. На средини балдахина, између две рамењаче смештена су три резервоара за гориво направљена од дуралуминијума. На нападној ивици горњег крила на балдахину је смештен резервоар за расхладну течност мотора који је истовремено и експанзиона посуда. Од тог резервоара воде две цеви до расхладног система мотора. Горње крило је дебелог профила. Најдебље је на средини а тањи се према крајевима. Елерони се налазе само на горњем крилу. Конструкција елерона је цевасти челични оквир и челичне цеви као ребра, облога је од платна. Управљање елеронима је помоћу сајли за управљање. Доње крило је било знатно краће и уже од горњег, било је конзолно (самоносеће), дрвене конструкције са две рамењаче а обложено дрвеном лепенком. Горње и доње крила су била спојена упорницама од челичних цеви у облику латиничног слова V.
Репне површине код овог авиона се састоје од хоризонталних и вертикалног стабилизатора, кормила правца и два кормила висине. Сви ови ови елементи су направљени као цевасти челични рам са шупљим ребрима и платненом облогом. Вертикално кормило је постављено на крају репа а кормила висине су причвршћена за хоризонталне стабилизаторе који су причвршћени за горњу ивицу трупа а челичним V-упорницама се ослањају на доњу ивицу трупа. Сва кормила су челичним сајлама директно везана за управљачки систем авиона.
Стајни орган је био класичан, направљен као челична конструкција од заварених танкозидих цеви са фиксном осовином. Tочкови су били димензија Ø 690 mm x 83 mm. Амортизација је била помоћу гумених каишева а на репном делу се налазила еластична дрвена дрљача. У зимским условима уместо точкова на стајни трап су се монтирале скије. Скија је монтирана такође и на еластичну дрљачу испод репа авиона.

## Наоружање
Авион је био наоружан са два синхронизована митраљеза који су се налазила испред пилота на горњој страни трупа и пуцала су кроз обртно поље елисе. Митраљези су се налазили у хаптичком пољу пилота тако да је могао да интервенише у случају застоја у паљби, што у то време није био редак случај. 
| Наоружање авиона: Фокер        |                       |
| Ватрено (стрељачко) наоружање  |                       |
| Топ                            |                       |
| Митраљез                       |                       |
| Број и ознака митраљеза        | 2 x LMG 08/15 Spandau |
| Број метака                    | 500 по митраљезу      |
| Калибар                        | 7,92                  |
| Бомбардерско наоружање (бомбе) |                       |
| Класичне авио бомбе            | 6*                    |
| Укупна маса                    | 10                    |
| Број тачака за подвешавање     | 6                     |
| Ракетно наоружање (ракете)     |                       |

*Од 1931. године, неки од авиона Фокер D.XIII (који су били у центру за обуку у Липецку СССР) су били опремљени подвесним носачима са механизмима за ослобађање за шест бомби од 10 kg и за обуку као ловци-бомбардери

## Верзије
- D.XIII - prototip - платформа за тестирање мотора Napier Lion снаге 570 KS, Лорраине-Диетрицх и Хиспано-Суиза (направљен 1 ком.)
- D.XIII - серијски модел опремљен мотором Napier Lion XI снаге 450 KS(330 kW) (направљено 52 ком.)

## Оперативно коришћење
Пилот инжењер Bertus Grasé (Бертус Грасе) је искористио прилику да са једним од првих авиона из серије  16. јула 1925, постави четири нова светска брзинска рекорда: 
1. рекорд са оптерећњем од 500 kg (265,7 ),
2. рекорд са оптерећњем од 500 kg на удаљености од 200  (264,2 km/h),
3. рекорд са оптерећњем од 250 kg (265,7 ),
4. рекорд са оптерећњем од 250 kg на удаљености од 200  (264,2 km/h).

Укупно је произведено 53 авиона овог модела од тога: 1 прототип, 2 за Совјетско ваздухопловство и 50 авиона који су коришћени од 1925. године у тајној немачкој ваздухопловној бази у Совјетском Липецку за обуку немачких, а касније и совјетских пилота борбених авиона. Када је база затворена 18. августа 1933. године, Црвена армија је добила преосталих око 30 примерака. Ови авиони већ тада се нису могли користити као ловци али зато су за прелазну обуку пилота ловаца били веома добри. У Немачку је пребачен само један D.XIII. У Липецку је обучено око 200 пилота који су касније постали инструктори при формирању Луфтвафе, тестирано је 20 прототипова нових немачких борбених авиона и испитани нови тактички поступци ваздушне борбе.
Три авиона Фокер D.XIII су учествовала у Шпанском грађанском рату, била су у саставу Франковог ратног ваздухопловства.

### Сачувани примерци авиона
Није сачуван ниједан приметак овог авиона.

## Земље које су користиле авион
- Немачка
- Совјетски Савез
- Шпанија